# Догађаји у Севастопољу (Куприн)
Догађаји у Севастопољу (рус. События в Севастополе) је цртица Александра Куприна. Написана је 1905. године, када је писац отишао у Балаклаву а одатле путује у Севастопољ где је водио белешке о догађајима који су се десили у ноћи 15. новембра 1905. када је избио севастопољски устанак морнара на оклопној крстарици Очаков. Устанак је био брзо угушен. 

## Сажетак
Куприн за време боравка на кримској Балаклави чује јаке детонације из правца Севастопоља. Прво је мислио да је салва у част моранара али кад је видео избегле из правца Севастопоља ухватио је задљу кочију у тај град. Кад је стигао био је прича устанку морнара у првој руској револуцији (1905—1907) на ратном броду Очаков . Поручник Шмид са Очакова (рус. Пётр Петрович Шмидт) почео је устанак са сигналом „Командирам Црноморском флотом”. Када је Купин дошао до Севастопоља брод је веч био у пламенима и пуцало се на устанике који су остали на броду. Устанак је угушио адмирал Чухнин са лојалном Црноморском флотом (бродови Ростислав, Света Тројица, Дванаест Апостола). 

## Фусноте
1. ↑  1919-1929 брод Очаков је био адмиралски брод Црноморске флоте Беле гарде, са којом је у емиграцију отишао генерал Врангел
2. ↑  Очаков је развио црвену заставу око 9 ујутро, поморски дуел почео је око 15:00 и завршило победом Царске флотиле у 16:45. Вође устанка су касније осудили на смрт, обичне морнаре на лакше казне